# طريق بغداد - كربلاء
طريق بغداد - كربلاء أو طريق كربلاء الجديد هو طريق يربط العاصمة بغداد مع محافظة كربلاء مروراُ بناحية جرف الصخر، يمتد على مسافة أكثر من 80 كيلومتر (50 ميل)، يبدأ الطريق من مدينة اللطيفية حيث يرتبط مع شارع القامشلي عند جسر جرف الصخر في قرية الفاضلية ليقطع مدينة جرف الصخر طولياً مروراً بالقرى الزراعية وصولاً إلى منطقة الخنافسة والجمالية ثم إلى محافظة كربلاء.
بلغت التكلفة الإجمالية للمشروع حوالي 12 مليار دينار عراقي، التي أشرفت عليه دائرة الطرق والجسور عن طريق شركة حمورابي العامة للمقاولات الإنشائية التابعتين لوزارة الإعمار والإسكان.